# ZTT Records
ZTT Records es una compañía discográfica fundada en 1983 por el periodista de NME Paul Morley, el productor de discos Trevor Horn y la mujer de negocios Jill Sinclair. El nombre de la discográfica fue también impreso como Zang Tumb Tuum y Zang Tuum Tumb en varios lanzamientos.

## Historia de la discográfica
ZTT es una sigla del poema sonoro de Filippo Tommaso Marinetti Zang Tumb Tumb, de 1914. La palabra Tuum está también incluida en la portada de la publicación original del poema en forma de libro.
La mayoría del equipo creativo de ZTT se había constituido cuando Horn produjo el aclamado álbum The Lexicon of Love para la banda pop británica ABC.
Un precursor de ZTT fue la breve discográfica Perfect, escindida de la nuevamente fundada compañía subsidiaria editorial de Trevor Horn y Jill Sinclair Perfect Songs. Perferct Recordings sólo lanzó Adventures in Modern Recording de The Buggles y los sencillos derivados de él.
ZTT disfrutó de éxito considerable en los años 80 con el compositor Andrew Poppy, bandas como Propaganda, Art of Noise y la encabezadora de listas Frankie Goes to Hollywood. 
En 1989, tanto Propaganda como el fundador de Frankie Goes to Hollywood, Holly Johnson, se fueron a los tribunales para ser liberados de sus contratos, y ganaron. En el caso de Holly Johnson, los tribunales castigaron a Horn por costes de rebasamiento de producción. Se ha dicho desde entonces que el conocimiento común de perfeccionismo de Trevor Horn resulta caro. No obstante, las escrituras de la recopilación de Pet Shop Boys Discography: The Complete Singles Collection hacen buenas referencias afables a los métodos de Horn.
En los años 90, ZTT se convirtió nuevamente en una exitosa discográfica de baile, con grandes nombres en su rostro incluyendo a Seal y a 808 State.
A lo largo de los años, la discográfica ha continuado hurgando en su material de los años 80 al relanzar constantemente material de Frankie Goes to Hollywood, Propaganda y Art of Noise en varios formatos, desde álbumes de remezclas a relanzamientos directos.
ZTT Records pertenece ahora al Grupo SPZ, la abreviatura de Sarm Perfect ZTT: Estudios Sarm West, editorial Perfect Songs y ZTT Records. Desde el principio, la mayoría de los lanzamientos de ZTT fueron publicados por Perfect Songs y grabados en los estudios Sarm.

## Artistas de la discográfica ZTT
| Década de 1980 | Década de 1990 | Década de 2000                   |
| --- | --- | -------------------------------- |

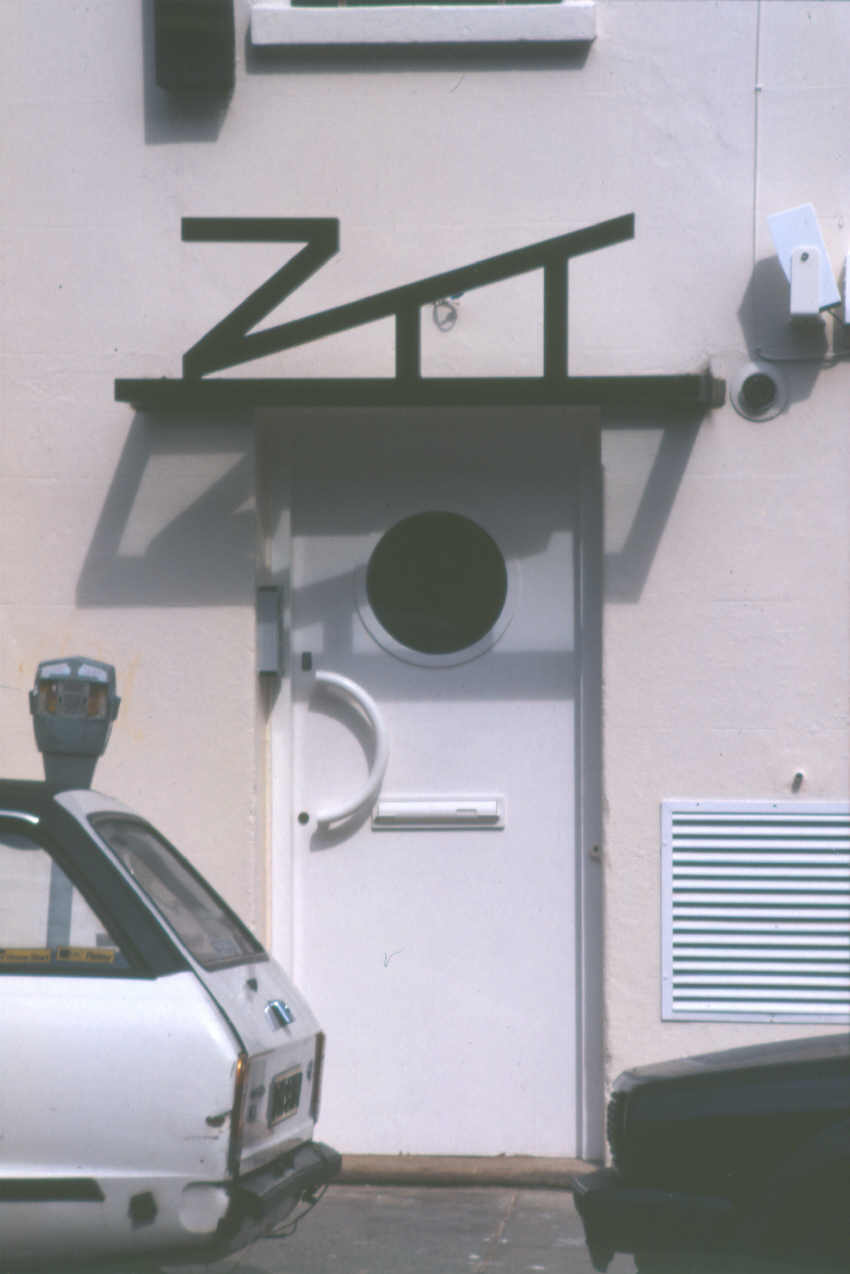
ZTT Records en Londres (1986).

| - Art of Noise - Propaganda - Frankie Goes to Hollywood - Andrew Poppy - Das Psych-Oh Rangers - Roy Orbison - Grace Jones - Nasty Rox Inc - Act - 808 State - Hoodlum Priest - Anne Pigalle | - Seal - Adamski - Max (como (lo)max) - Sun Electric - Afrika Bambaataa & Soulsonic Force† - Solid State Logic - Glam Metal Detectives - Mantra - Kirsty MacColl - Tara Newley - All Saints (como All Saints 1.9.7.5.) - Tom Jones - The Flood - Sexus - The Frames - Rehab - The Heights of Abraham - MC Tunes | - Lisa Stansfield - David Jordan |

† como distribuidor de una vez en el Reino Unido para Tommy Boy Records.

## Action Series
Como parte del catálogo interno de lanzamientos de ZTT mantuvieron dos series; la Action Series y la Incidental Series. La Action Series fue lanzada principalmente a sencillos y álbumes por una mayoría de los artistas de discográficas. No obstante para confundir asuntos la serie también contiene un instructivo y un concierto.
La Action Series fue descontinuada por ZTT en 1988.
- AS1: Frankie Goes to Hollywood - Relax
- AS2: Propaganda - Dr. Mabuse
- AS3: Frankie Goes to Hollywood - Two Tribes/War
- AS4: Frankie Goes to Hollywood - Welcome to the Pleasuredome
- AS5: Frankie Goes to Hollywood - The Power of Love
- AS6: Frankie Goes to Hollywood - And Suddenly There Came A Bang! (Booklet)
- AS7: Frankie Goes to Hollywood - Welcome to the Pleasuredome (sencillo)
- AS8: Propaganda - Duel
- AS9: Roy Orbison - Wild Hearts
- AS10: The Value Of Entertainment (concierto)
- AS11: Art of Noise - Who's Afraid of the Art of Noise
- AS12: Propaganda - p:Machinery
- AS13: Propaganda - A Secret Wish
- AS14: Various - The Shape Of The Universe
- AS15: Glenn Gregory & Claudia Brucken - When Your Heart Runs Out Of Time
- AS16: Grace Jones - Slave to the Rhythm (A Biography)
- AS17: Andrew Poppy - The Beating of Wings
- AS18: Various - Zang Tuum Tumb Sampled
- AS19: Anne Pigalle - Everything Could Be So Perfect...
- AS20: Propaganda - Wishful Thinking
- AS21: Propaganda - p:Machinery (Reactivated)
- AS22: Frankie Goes to Hollywood - Rage Hard
- AS23: Frankie Goes to Hollywood - Liverpool
- AS24: Das Psycho Rangers - Starve God There's Choice
- AS25: Frankie Goes to Hollywood - Warriors of the Wasteland
- AS26: Frankie Goes to Hollywood - Watching the Wildlife
- AS27: Andrew Poppy - Alphabed (A Mystery Dance)
- AS28: Act - Snobbery and Decay

## Incidental Series
La Incidental Series pareció seguir incluso con menos lógica, y en efecto lanzamientos individuales e incluso actores en vídeos y voiceovers recibieron su propio número IS. De hecho, incluso rarezas como el día en que Relax fue prohibida y el bastón de caminar de Holly Johnson tuvieron sus números de Incidental Series.
La serie fue más tarde complicada por tener algunos sencillos lanzados con un número de catálogo ZTIS. La Incidental Series pareció reflejar el sistema de enumeración de la DAC usado por Factory Records, donde un gato fue llamado famosamente FAC 191.